# 圆团水虱属
圆团水虱属是生存於侏羅紀的一屬等足類，生活在潮間帶至中等深度的海域，是一種雜食性的食腐動物，有時也吃肉。牠們的身體寬闊，從側面看呈拱狀，並長有很小的三裂片頭部和位於側緣邊的大眼睛。胸部分為八節，每節有一對附肢。腹部的五個體節融合成巨大的三角形尾節，被中脊縱向一分為二。多尾節的兩側均有凹槽，這樣後腹部附肢便可插入。

## 外部連結
- Cyclosphaeroma in the Paleobiology Database